# Dzaghig
Dzaghig (arménien : Ծաղիկ, littéralement « Fleur ») est une revue littéraire en langue arménienne fondée en décembre 1886 à Constantinople (Empire ottoman) et publiée jusqu'en juillet 1908.